# Slévárna Bendelmayer

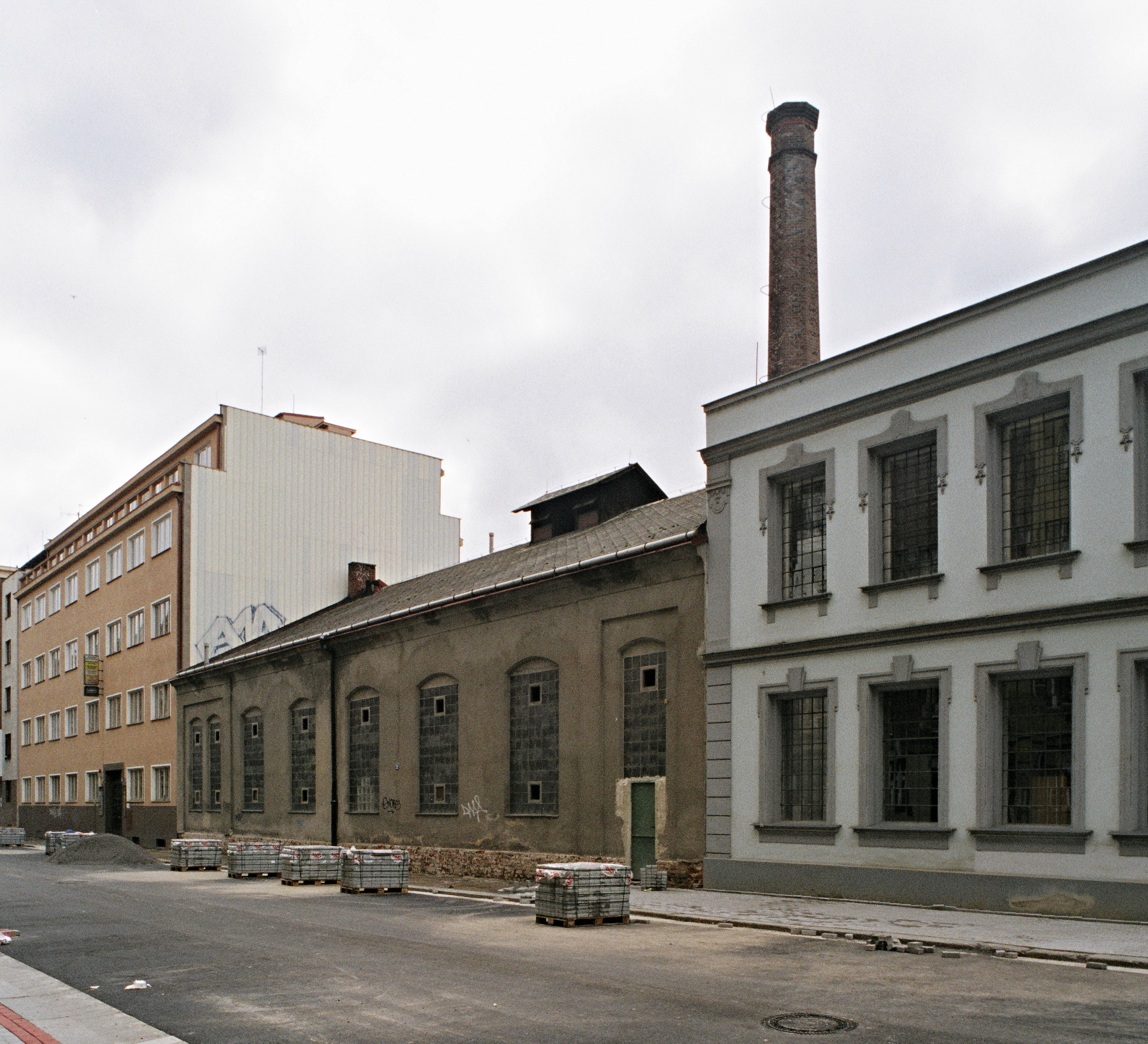
Slévárna Bendelmayer v roce 2005

Karel Bendelmayer, slévárna umělecké litiny byl průmyslový objekt v Praze 7 - Holešovicích na parcele číslo 888 v katastrálním území Holešovice mezi ulicemi Dělnická a Přístavní.

## Historie
Slévárna umělecké litiny Karla Bendelmayera byla postavena v letech 1906–1907 na místě koželužny Samuela Brilla, který svůj závod přesunul do ulice Plynární blíže k železniční trati. Přestavba a dostavba slévárny byla provedena podle plánů Františka Šafaříka. Závod zabíral protáhlý pozemek mezi dnešními ulicemi Dělnickou a Přístavní. V roce 1920 byl objekt upraven pro firmu Pražská metalurgie podle projektu stavitele Jaroslava Vorlíčka, který přestavbu také provedl.
Ještě na konci 20. století zde byla tlaková slévárna závodů ČKD.
Objekt byl letech 2003–2007 přestavěn a připojen k areálu divadla La Fabrika. Projekt je dílem ateliéru KAVA pod vedením architekta Tomáše Novotného.